# Betty Schröder

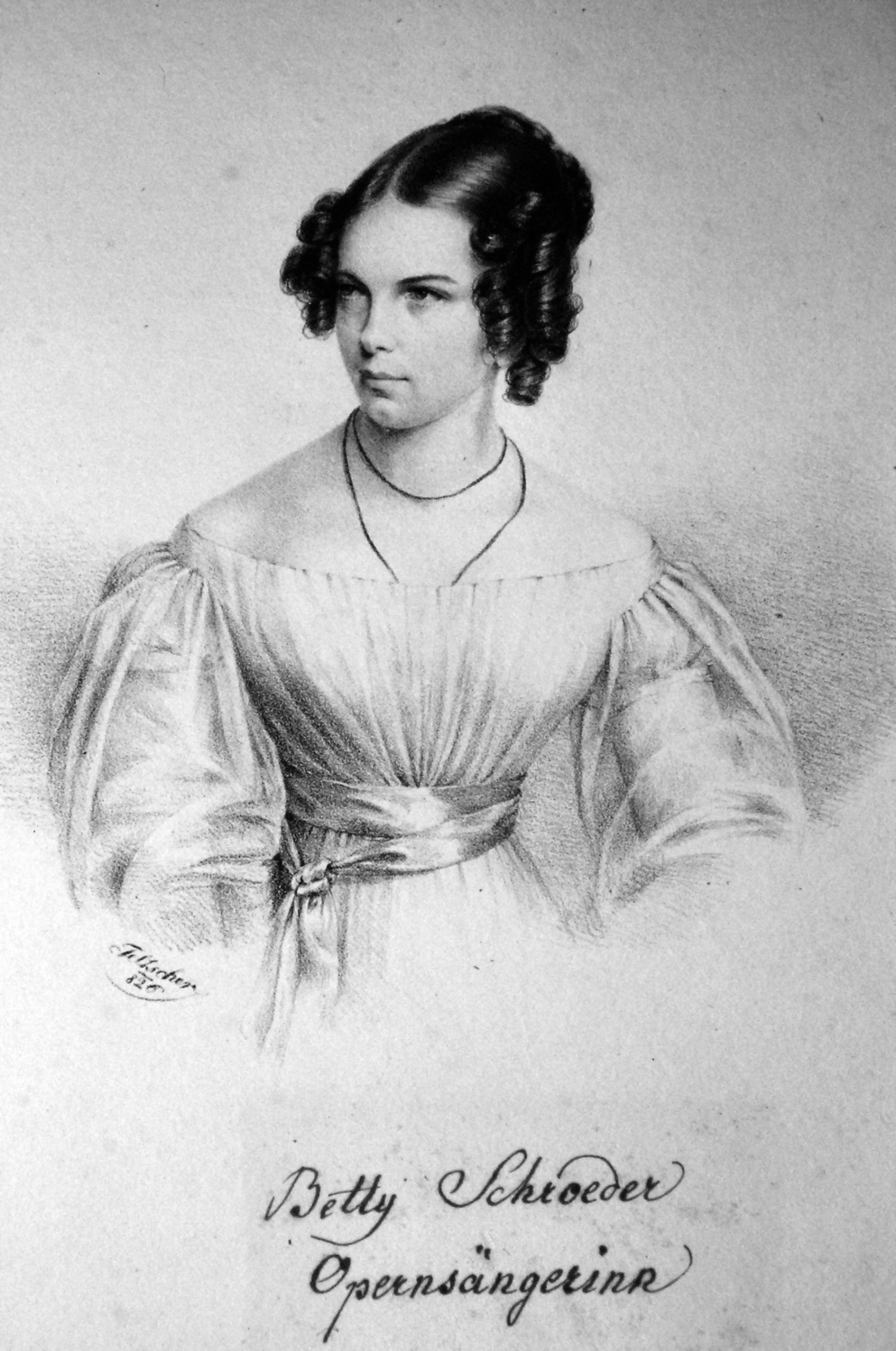
Betty Schroeder, Lithographie von Josef Eduard Teltscher, 1826

Johanne Friederike Elisabeth Schröder verheiratete Schmidt (* 27. November 1806 in Hamburg; † 6. Oktober 1887 in Coburg) war eine deutsche Sopranistin und Theaterschauspielerin – als verheiratete Betty Schmidt nicht zu verwechseln mit der Sängerin Betty/Betti Schmidt, geb. Herz.

## Leben

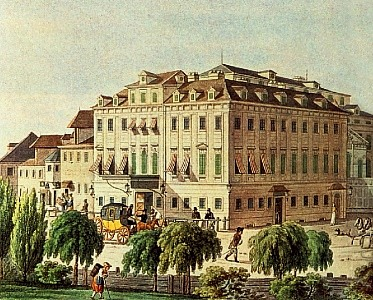
Theater an der Wien 1815 von Jakob Alt

(Elisabeth) Betty Schröder wurde als zweitälteste Tochter des Baritons und Schauspielers Friedrich Schröder und der bekannten Sopranistin und Schauspielerin Sophie Schröder 1806 in Hamburg geboren. Wie ihre Geschwister erhielt sie schon in sehr jungen Jahren Tanz- und Schauspielunterricht und übernahm bald kleinere Kinderrollen in verschiedenen Theaterstücken, bereits 1813 auch Auftritte einschließlich Tanzdarbietungen an den Theatern in Frankfurt am Main und Mannheim im Rahmen der Gastspielreisen ihrer Eltern.
Bedingt durch die politischen Unruhen der napoleonischen Zeit zog die Familie 1813 ganz von Hamburg fort, zunächst nach Prag, wo Betty Schröder in Kinderballetten auftrat, und 1815 nach Wien, wo sie an den Horscheltschen Kinderballetten teilnahm.
1819–1821 folgten Bühnenauftritte, überwiegend als Schauspielerin, am Wiener Burgtheater (16. Oktober 1819 Debüt als Melitta in Sappho von Grillparzer). Zusätzlich ließ Betty Schröder bei den Musikpädagogen Giuseppe Ciccimarra und Joseph Mozatti ihre Sopranstimme ausbilden. Im Juli 1822 fanden gemeinsam mit der Mutter und der älteren Schwester Wilhelmine Gastspiele am Dresdner Hoftheater sowie am Leipziger Theater statt, ebenso im August 1822 am Hoftheater Kassel.
Am 5. Juli 1823 bekleidete Betty Schröder am Theater an der Wien die Titelrolle in der Erstaufführung des Musik-Schauspiels Preciosa von Wolff und Weber. Ab 1824 wirkte sie sehr erfolgreich an der Wiener Hofoper.

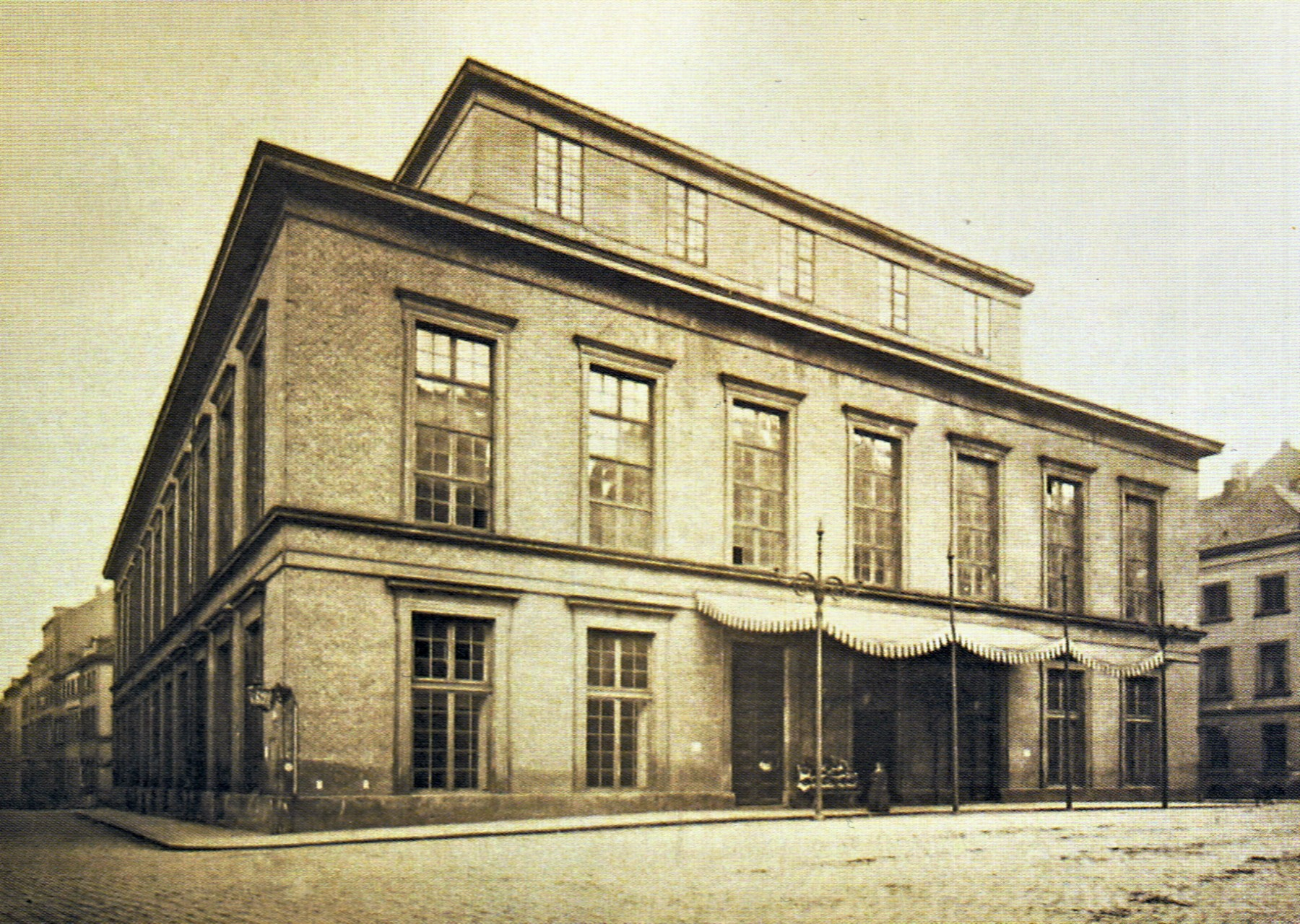
Das neue Stadt-Theater in Hamburg, Fotografie um 1865

Zum 26. Mai 1827 wurde Betty Schröder als erste Sängerin an das 1826 eröffnete Stadttheater von Hamburg verpflichtet, an dem sie große Erfolge hatte. Am 22. November 1831 heiratete sie in Hamburg den Arzt Philipp Schmidt (Sohn des Theaterdirektors Friedrich Ludwig Schmidt) und nahm bald darauf Abschied von der Bühne. 1852/53 kam es nochmals zu Auftritten in Hamburg und Stuttgart, jetzt aber in tragischen Sprechrollen, sowie bei Kirchenmusiken und Privatkonzerten.

## Familie
Betty Schmidts 1833 geborener Sohn Friedrich Ludwig Schmidt war ein bekannter Bariton, Schauspieler und Theaterregisseur, ihre ältere Schwester die berühmte Sängerin und Schauspielerin Wilhelmine Schröder-Devrient. Die jüngere Schwester Auguste Schröder (1810–1874), in erster Ehe verheiratet mit dem Schauspieler und späteren Theaterdirektor in Regensburg, Eduard Gerlach (1804–1853), in zweiter 1855 in Mannheim mit dem Schriftsteller Arnold Schloenbach, war ebenfalls Schauspielerin und zuletzt am Coburger Theater tätig; der 1812 geborene Bruder Alexander Schröder war zunächst Schauspieler, später Major in München.
Der Halbbruder Wilhelm Smets (1796–1848) war Theologe, Schriftsteller, Priester und ab 1844 Domherr in Aachen.

## Bühnenrollen (Auswahl)
- Melitta in Sappho von Grillparzer
- Titelrolle in Preciosa von Wolff und Weber
- Generalstochter Emilie in Die Soldaten von Arresto
- Bertha in Die Ahnfrau von Grillparzer
- Hildegarde in Johanna von Montfaucon von Kotzebue
- Gretchen in Der Vetter aus Bremen von Körner
- Louise in Kabale und Liebe von Schiller
- Aricia in Phädra von Racine
- Beatrice in Die Braut von Messina von Schiller
- Aegisth in Merope von Gotter
- Henriette in Maurer und Schlosser von Auber
- Agathe in Der Freischütz von Weber
- Rosine in Der Barbier von Sevilla von Rossini
- Emmeline in Die Schweizer Familie von Weigl
- Fenella in Die Stumme von Portici von Auber
- Zerline in Fra Diavolo von Auber
- Alina in Alina von Donizetti